# Marolles-en-Brie (Seine-et-Marne)
Marolles-en-Brie ist eine französische Gemeinde mit 413 Einwohnern (Stand 1. Januar 2022) im Département Seine-et-Marne in der Region Île-de-France. Sie gehört zum  Arrondissement Meaux und zum Kanton Coulommiers. Die Einwohner werden Marollais(es) genannt.

## Geographie
Die Gemeinde Marolles-en-Brie liegt etwa acht Kilometer südöstlich von Coulommiers, elf Kilometer südwestlich von Rebais, zwölf Kilometer südwestlich von La Ferté-Gaucher und 50 Kilometer östlich von Paris am Flüsschen Ru de Piétrée.

## Bevölkerungsentwicklung
| Jahr      | 1946 | 1954 | 1962 | 1968 | 1975 | 1982 | 1990 | 1999 | 2005 | 2011 | 2021 |
| Einwohner | 276  | 270  | 258  | 218  | 210  | 224  | 278  | 355  | 418  | 395  | 412  |

## Sehenswürdigkeiten

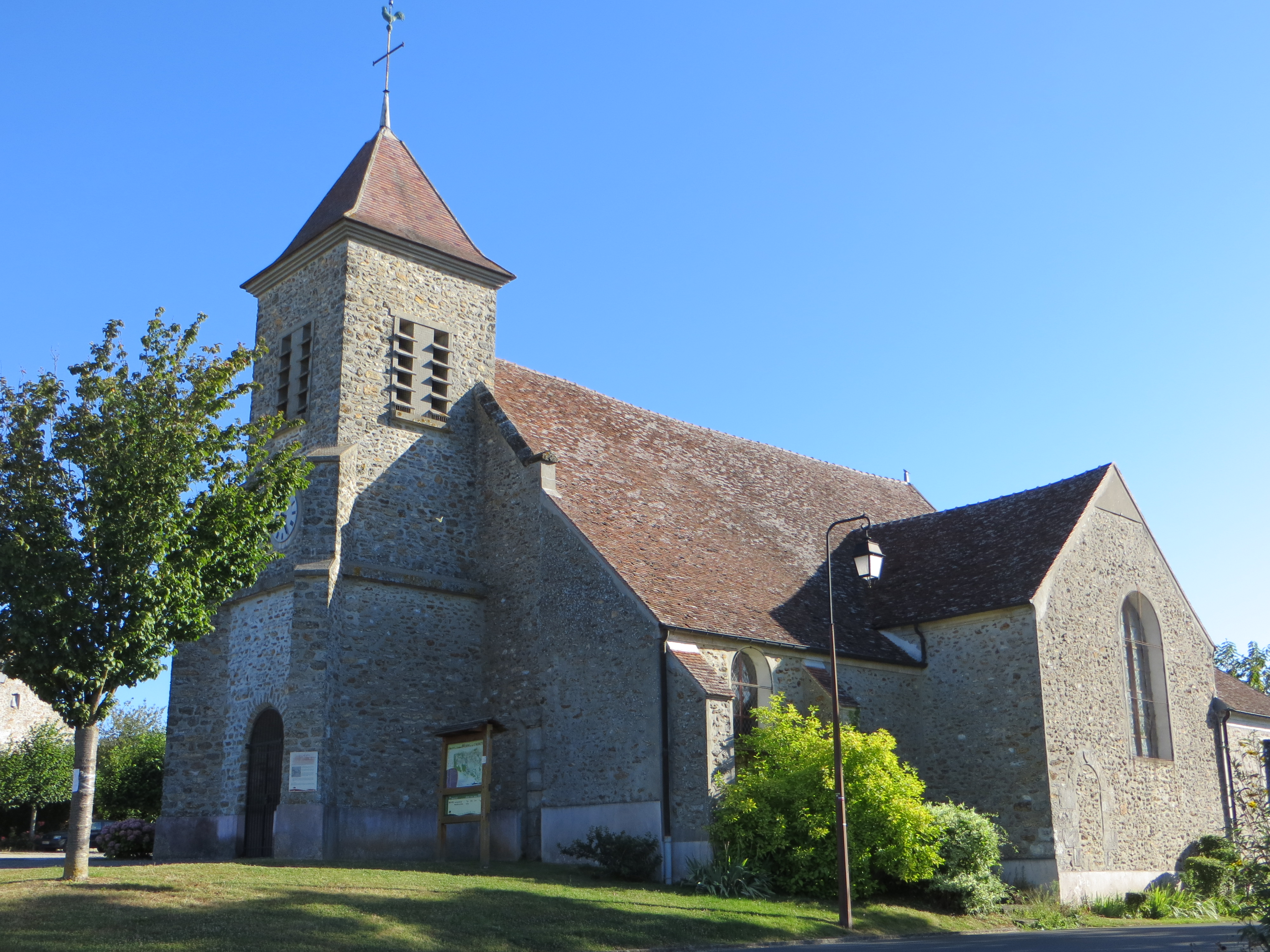
Kirche Saint-Georges-Saint-Thomas-Beckett

- Kirche Saint-Georges-Saint-Thomas-Beckett (siehe auch: Liste der Monuments historiques in Marolles-en-Brie (Seine-et-Marne))
- Waschhaus, erbaut im 19. Jahrhundert